# Premis Tirant
Els Premis Tirant (també coneguts com el Festival Internacional de l'Audiovisual Valencià), són un festival audiovisual valencià, organitzats per l'Agència d'Informació, Formació i Foment de l'Audiovisual (Aiffa). i dirigits per Francesc Fenollosa i Ten.
Anualment, reconeixen la tasca desenvolupada pels diferents sectors de la indústria audiovisual d'aquest territori i es lliuren en el marc del Festival de curts de Radio City València. El cinema de la Secció Oficial és l'esdeveniment més important del cicle, mentre que d'altres ressenyables són la Secció Especial i el Tirant Escolar, destinat als centres educatius. La seua primera edició va tindre lloc el 1999. Dins del lliurament de premis, acte central del cicle, s'honora a totes les rames tècniques i artístiques del cinema (llarg, curt, documental), televisió i videoclip.